# Дорповські (герб)
Дорповські (пол.Dorpowski) − шляхетський герб, різновид герба Леліва.

## Опис герба
Юліуш Кароль Островський блазонує різновид так:
У першому полі блакитного пересічного щита чорний рівнобедрений хрест з клинсято-висіченими кінцями, у другому – над золотим півмісяцем срібна зірка. У клейноді п'ять страусиних пір'їн.
За Уруським перше півполе повинне було бути срібним, зірка золота, а у клейноді має бути сім страусиних пір'їн. Цей варіант згадується і в рукописі про прусську знать від 1671 року, створеному Адамом Амількаром Косинським (але він не говорить, якого кольору має бути верхнє поле).

## Історія
Згідно Юліуша Кароля Островського різновид належав родині Кроницьких з Дорпова в Західній Пруссії і на Куявщині. Уруський додає, що в XVI ст. Андрій Кроницький одружився з Дорповською герб Юноша, останньою спадкоємицею на Дорпошу. Тоді він взяв її прізвище, залишивши свій герб. Дорповські герба Леліва відмінн (а насправді Кроницькі) повинні були бути спільного походження з Вояноськими, Дабровськими і Чжапськими. Згідно Адама Амілкара в рамках свого дослідження (на основі рукопису про прусську знать від 1671 року) Дорповські (фон Дорпов, фон Дорпау) повинні були бути сім'єю поморсько-кашубського походження, а писали з Шклодзева, де мали спадкові села в Холмському воєводстві.

## Роди
Дві сім'ї гербового роду: Дорповські (Dorpowski, Dorpusch-Dorpowski, von Dorpow, von Dorpau) і Кроницькі (Kronicki).